# Грамушта
Грамушта, Грамошта или Грамос (грч. Γράμμος, до 1927. грч. Γράμμοστα) је насељено место у општини Нестрам у периферији Западна Македонија, Грчка. Према попису из 2021. године било је 10 становника.
Према бугарском географу и историчару, Василу Канчову, у Грамушти је 1900. године живело 160 Аромуна. Некада је Грамушта било словенско насеље, али су је у немирним временима њени житељи напустили и прселили се у близини села Дреновени и основали истоимено насеље. Касније су Грамушту населили аромунски сточари.